# Elisabeth Schumacher
Elisabeth Schumacher (28 aprile 1904 – Berlino, 22 dicembre 1942) è stata un'artista tedesca, fotografa e combattente contro il regime nazista. Fece parte del gruppo di resistenza antifascista berlinese noto come Orchestra Rossa (in tedesco Rote Kapelle). Fu classificata come mezza ebrea (Mischling) perché suo padre era ebreo e lavorò come artista grafica prima di unirsi alla resistenza.

## Biografia

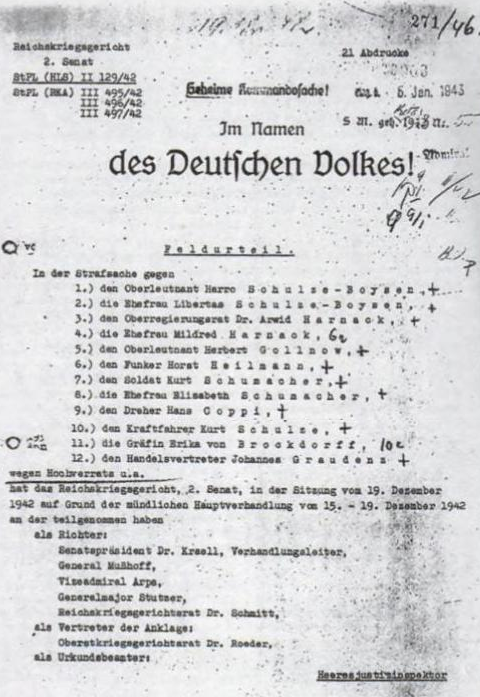
Sentenza del 19 dicembre 1942.

Elisabeth Hohenemser nacque a Darmstadt in una famiglia benestante, da padre ebreo e madre cristiana. Suo padre, l'ingegnere Fritz Hohenemser, fu un soldato della prima guerra mondiale discendente di una famiglia di importanti banchieri della zona di Francoforte, la madre fu originaria di Meiningen. Nel 1914, la famiglia si trasferì da Strasburgo a Francoforte, in quell'anno Fritz Hohenemser morì durante un'azione in guerra.
Nel 1921 frequentò la Scuola di Arti Applicate (Kunstgewerbeschule) di Offenbach fino al 1925. Dopo aver completato gli studi rimase a Berlino e fece domanda per un posto permanente presso l'Ufficio per la sicurezza sul lavoro del Reich (Reichsstelle für Arbeitsschut). A Berlino incontrò Kurt Schumacher, erano amici dal 1930, studiava arti grafiche con l'artista tedesco Ernst Böhm nell'ambito di un corso triennale. Alla fine del corso, Kurt ottenne un posto di lavoro a Charlottenburg come grafico presso il Museo tedesco della sicurezza e della salute sul lavoro. Kurt era uno scultore antinazista, si sposarono nel 1934. I due diedero vita a un'organizzazione per combattere il regime nazista, lo scoppio della guerra rafforzò la necessità dell'organizzazione, la coppia passò molto tempo ad aiutare le persone vittime del nazismo ma furono arrestati nel settembre 1942. Elisabeth e il marito furono condannati a morte nel dicembre dello stesso anno.

## Attività nella resistenza

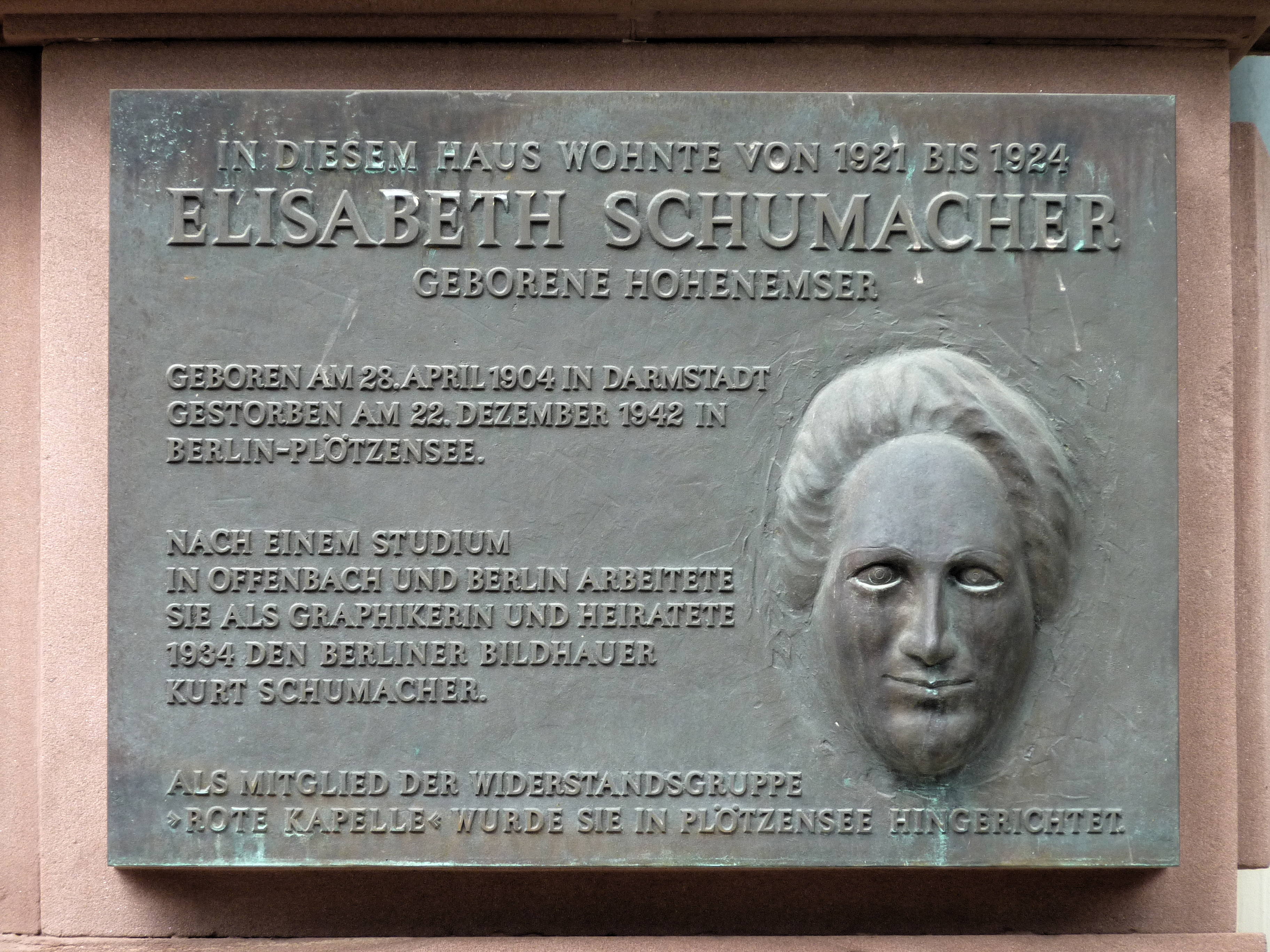
Targa commemorativa posizionata a Francoforte il 29 aprile 1994.

Elisabeth e suo marito si ispirarono a Libertas e ad Harro Schulze-Boysen nel creare un'organizzazione per combattere il regime nazista. In seguito, gli Schumacher si unirono a Libertas e Harro Schulze-Boysen, insieme a Mildred e Arvid Harnack, nella loro rete di spionaggio, diventando noti a Gestapo e Abwher con il nome Orchestra Rossa. Il gruppo fu attivo nella distribuzione di volantini e nel documentare i crimini commessi dal regime nazista. Lo scopo principale di Elisabeth era di proteggere i parenti ebrei dalla deportazione e credeva anche nella possibilità di negoziare la pace con l'Unione Sovietica.
All'inizio del 1941, la coppia fu coinvolta nel tentativo di avvertire l'Unione Sovietica tramite messaggi radio dell'imminente Operazione Barbarossa. Nell'agosto del 1942 accolsero nel gruppo il comunista Albert Hößler (o Hoessler), che viveva in Unione Sovietica dagli anni trenta. Si era paracadutato in Germania per aiutare il gruppo nella trasmissione delle informazioni della resistenza all'Unione Sovietica.

### Arresto e morte

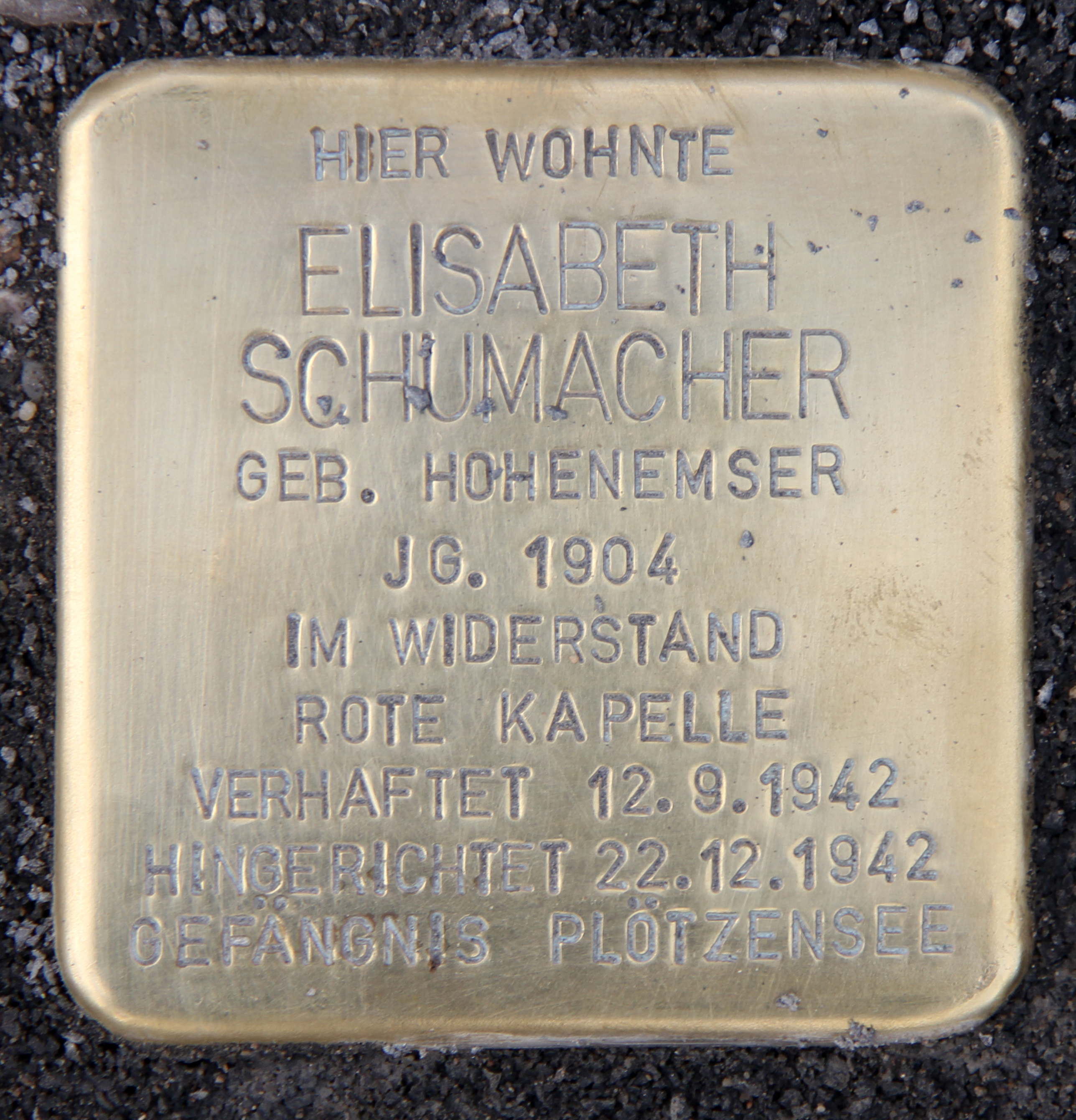
Pietra d'inciampo posta a Berlino in onore di Elisabeth Schumacher.

Nel 1942, dopo la decodifica di un messaggio radio, molti membri del gruppo di resistenza furono arrestati. Il 12 settembre 1942, Schumacher fu arrestata nel suo appartamento di Tempelhof.
Come il marito, fu condannata a morte il 19 dicembre 1942 dal Reichskriegsgericht ("Tribunale militare del Reich") per "cospirazione di alto tradimento", spionaggio e altri reati politici. Il 22 dicembre 1942, all'età di 38 anni, fu decapitata nella prigione di Plötzensee, quarantacinque minuti dopo l'impiccagione del marito.

## Memoria

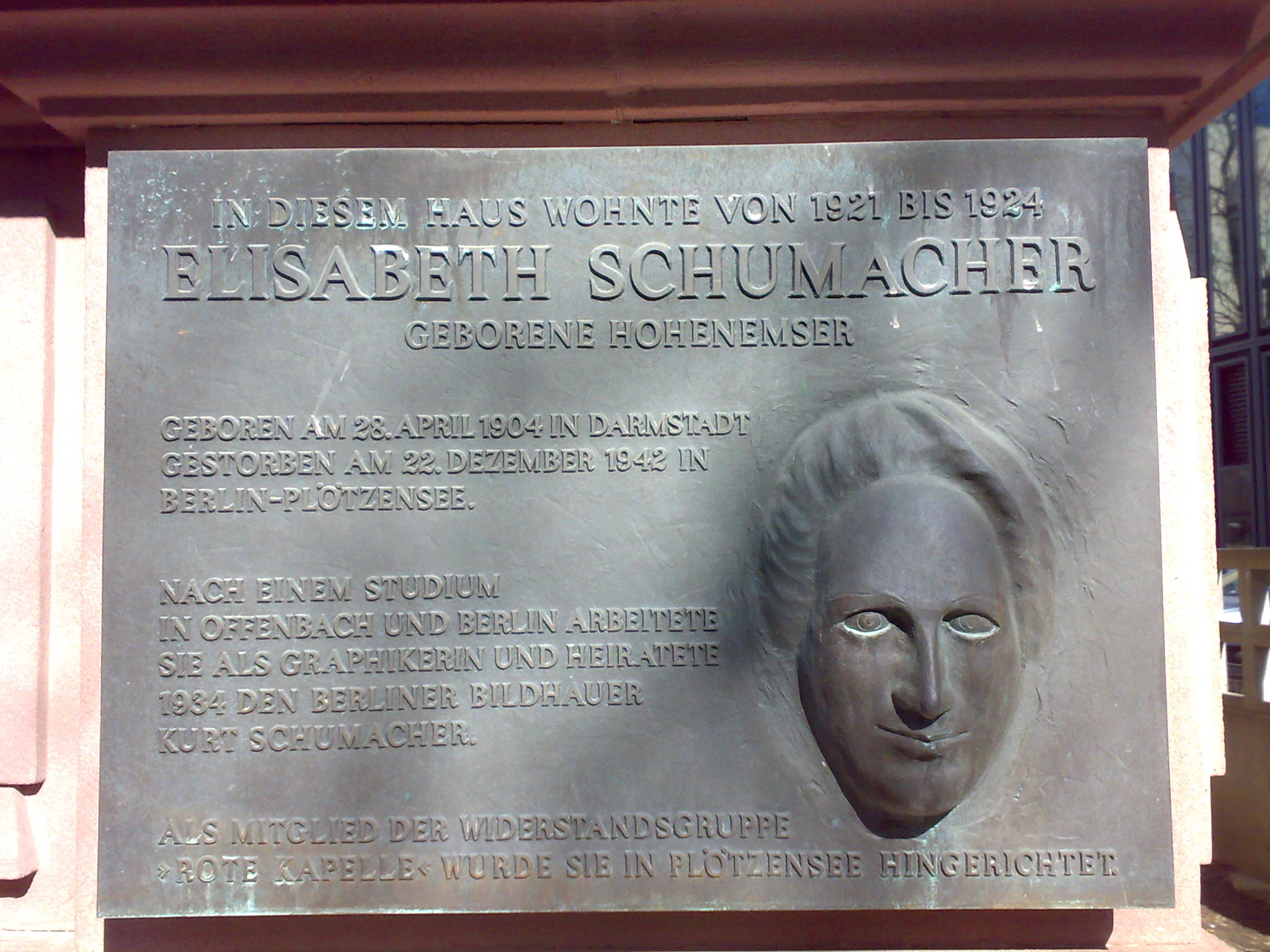
La targa posta a Francoforte.

- Dagli anni '80, una lapide ricorda Elisabeth nella residenza di Schulstraße 4 a Meiningen, dove visse con la madre e i fratelli dal 1915 al 1921. Nel 2019 la Schulstraße è stata rinominata Elisabeth-Schumacher-Straße in suo onore;
- Una targa di bronzo è stata installata a Francoforte al numero 46 di Kettenhofweg, dove visse dal 1921 al 1924 e nel 1994.[14][19]
- Il 25 settembre 2015 è stata posata una pietra d'inciampo davanti alla sua ex residenza al 42 di Werner-Voß-Damm a Berlino.